# Michael Josef Maria Birkenbihl
Michael Josef Maria Birkenbihl, auch Michael Joseph Maria Birkenbihl oder Michael Birkenbihl sen., (* 23. Juni 1877 in Würzburg; † 28. November 1960 in München) war ein deutscher promovierter Philosoph und Lehrer sowie Buchautor von Erzählungen, Novellen und Biografien und Übersetzer.
Er wurde als Sohn eines Kürschners und Pelzhändlers geboren und besuchte das humanistische Königliche Neue Gymnasium in Würzburg, das er mit dem Abitur abschloss. Danach studierte Birkenbihl in Würzburg, Freiburg im Breisgau und in München. Er verfasste 1905 eine Dissertation in Philosophie über das Thema Georg Friedrich Daumer. Beiträge zur Geschichte seines Lebens und seiner westöstlichen Dichtungen. Danach trat er in den höheren Schuldienst ein und unterrichtete u. a. an der Handelsakademie in München.
Als Übersetzer bearbeitete er 1921 Nordische Volksmärchen und Hans Christian Andersens Märchen meines Lebens.
Als Buchautor schuf er die 1905 erschienene Novelle Der Madonnenmaler sowie das 1914 erschienene Vorwärts durch eigene Kraft. Lebensbilder berühmter Männer sowie 1920 Dämonische Novellen und 1921 Novellen der Leidenschaft.
Er war der Vater von Michael Birkenbihl (jun.) und Großvater von Vera Felicitas Birkenbihl.